# 비디오 랜덤 액세스 메모리

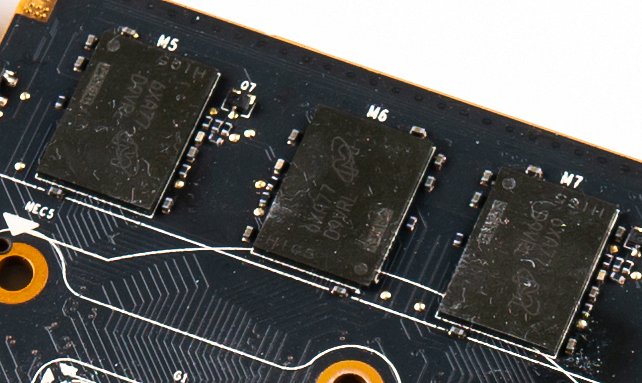
NVIDIA 지포스 GTX 1080 Ti 그래픽 카드에 장착된 GDDR5X SDRAM

비디오 랜덤 액세스 메모리(Video random-access memory, VRAM)는 컴퓨터 모니터에 렌더링할 프레임 버퍼로써 픽셀 및 기타 그래픽 데이터를 저장하는 데 사용되는 전용 컴퓨터 메모리이다. 화면에 빠르게 표시하기 위해 다른 컴퓨터 메모리와는 다른 기술을 사용하는 경우가 많다.

## GPU와의 관계

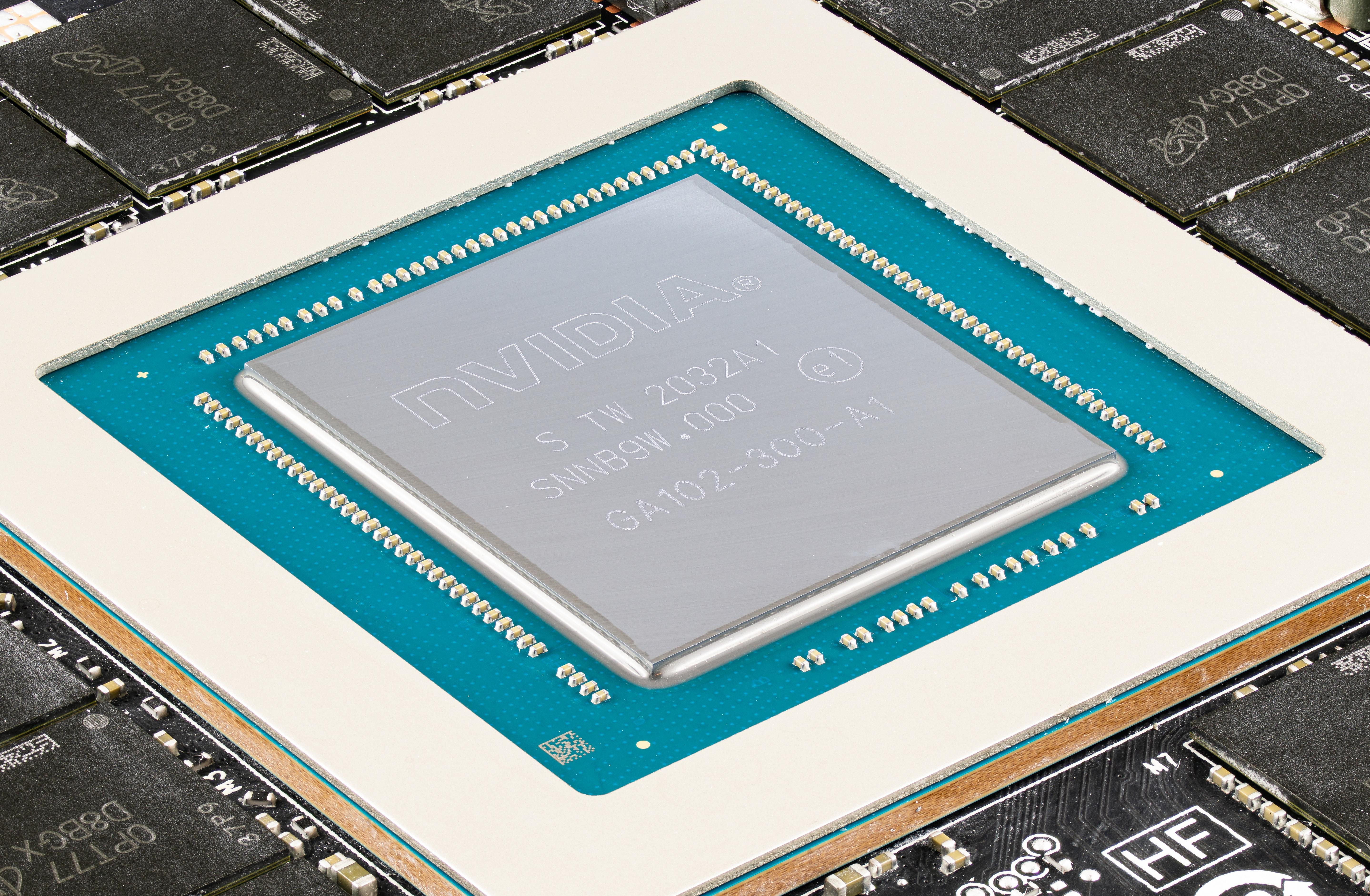
VRAM 칩으로 둘러싸인 GPU 다이

많은 최신 GPU는 VRAM에 의존한다. 이와 대조적으로 VRAM을 사용하지 않고 시스템 RAM에 의존하는 GPU는 통합 메모리 아키텍처 또는 공유 그래픽 메모리를 갖는다고 한다.
시스템 RAM과 VRAM은 GPU의 대역폭 요구 사항 때문에 분리되었으며, VRAM이 GPU 다이에 물리적으로 더 가깝기 때문에 더 낮은 지연 시간을 달성한다.
현대의 VRAM은 일반적으로 그래픽 카드에 납땜된 BGA 패키지에 포함된다. VRAM은 GPU 방열판과 함께 냉각된다.

## 기술
- 듀얼 포트 비디오 RAM, 1990년대에 사용되었으며 당시 종종 "VRAM"으로 불렸다.
- SGRAM
- GDDR SDRAM
- 고대역 메모리 (HBM)[8]

## 같이 보기
- 그래픽 처리 장치
- 타일드 렌더링, VRAM 대역폭 요구 사항을 줄이는 방법[9]